# 継手
継手（つぎて、joint）は、2つの部分を接合する構造の総称。

## 金工における継手
溶接継手、リベット継手、螺子継手。

## 建築における継手
伸縮継手。

## 木工における継手
腰掛蟻継、腰掛鎌継、追掛大栓継、相欠、削継、十字目違継、添え板ボルト継、金輪継、台持継など。

## 管継手
フランジ継手、印籠継手、ユニオン継手、カップリング、メカニカル継手、スイベルジョイント。
流体配管用の継手は流体継手と呼ばれることもあり、そのようなものはカップリング、フィッティング（fitting）、ルアーロック、あるいは単純に継手、ジョイント、コネクターといった様々な別称を持つ。さらにワンタッチタイプの継手は、カップリング（coupling）、クイックディスコネクト（quick disconnect）、クイックカップリング（quick coupling）、迅速継手などの名称で呼ばれ、特に押しボタン式継手はサムラッチ（thumb latch）式と呼ばれるケースがある。
カップリングの形状は多くがメス（female）とオス（male）になっていて、オス側はインサート（insert）と呼ばれる事がある。
ブレイクアウェイカップリング（break away coupling）
ボタンやリングなどを持たず、オス側、メス側の摩擦やひっかかり、Cリングなどを使って、引っ張るだけで着脱ができるカップリング。
genderless coupling/connector（性別の無いカップリング・コネクター）
非対称性などを利用したオスメスの無いカップリング。
ノンスピル カップリング（non-spill coupling）
両側弁付のカップリングの中で、着脱時の液ダレがないカップリング。
ハイブリッドコネクター（hybrid connector）
電気端子と流体カップリングを一体化させたジョイント。
無菌接続コネクター（aseptic connector）
バイオ医薬品製造用途において、シングルユーズ（使い捨て）製造プロセスに使用される無菌接続用ジョイント。無菌接続コネクターには2種類あり、チューブとチューブの一般環境下における無菌接続ジョイントと、ステンレス配管とフレキシブルチューブを蒸気滅菌（オートクレーブ）を利用して無菌接続するジョイントがある。
無菌脱離ジョイント（aseptic disconnect coupling）
無菌接続コネクターとは逆に、一般環境下で無菌的に切り離す事ができるカップリング。
カップリングの多くは、Oリングなどのシール材で気密が保たれているが、長期間着脱が無い場合や、Oリング表面の潤滑剤が失われる場合など、着脱が非常に固くなったり、抜けなくなったりする場合がある。また、弁付カップリングでは、弁が戻らなくなったり弁の戻りが遅くなる事で流体漏れ事故につながる場合もある。その様な現象を固着（stuck）と呼ぶ。固着は、その文字から常に何かが固まって起きている現象と思われがちだが、必ずしもそうではなく、前述の様に潤滑剤の喪失などにも起因する場合もある。

## 軸継手
自在継手、たわみ継手、固定軸継手、流体継手、オルダム継手。
歯車形軸継手
継がれる軸に接着されそれらと中心軸を共有する二つの筒 (内筒、外筒) からなり、内筒の外側および外筒の内側に歯が刻んであり、かみ合うことで回転を伝達する。歯車としての速度比は 1 であり、変速機としての機能は持たない。継がれる両軸の中心軸がずれても歯が噛みあえば回転が伝達できる。

## 主なメーカー
- 株式会社キッツ
- 株式会社リケン
- エナパック株式会社
- 株式会社ブリヂストン
- オーエヌ工業株式会社